# Jailhouse Rock (bài hát)
"Jailhouse Rock" là một bài hát rock and roll thu âm bởi ca sĩ người Mỹ Elvis Presley cho bộ phim cùng tên. Nó được sáng tác bởi bộ đôi nhạc sĩ Jerry Leiber và Mike Stoller. RCA Victor phát hành bài hát dưới dạng đĩa đơn 45 vòng/phút vào ngày 24 tháng 9 năm 1957, là đĩa đơn đầu tiên trong đĩa mở rộng nhạc phim của bộ phim Jailhouse Rock. Bài hát đạt được vị trí quán quân trên bảng xếp hạng của Hoa Kỳ và lọt top 10 trên bảng xếp hạng của nhiều quốc gia khác. Bài hát đã được Đại sảnh Danh vọng Grammy, Viện phim Mỹ cùng nhiều tổ chức khác vinh danh.

## Nhân vật và chủ đề

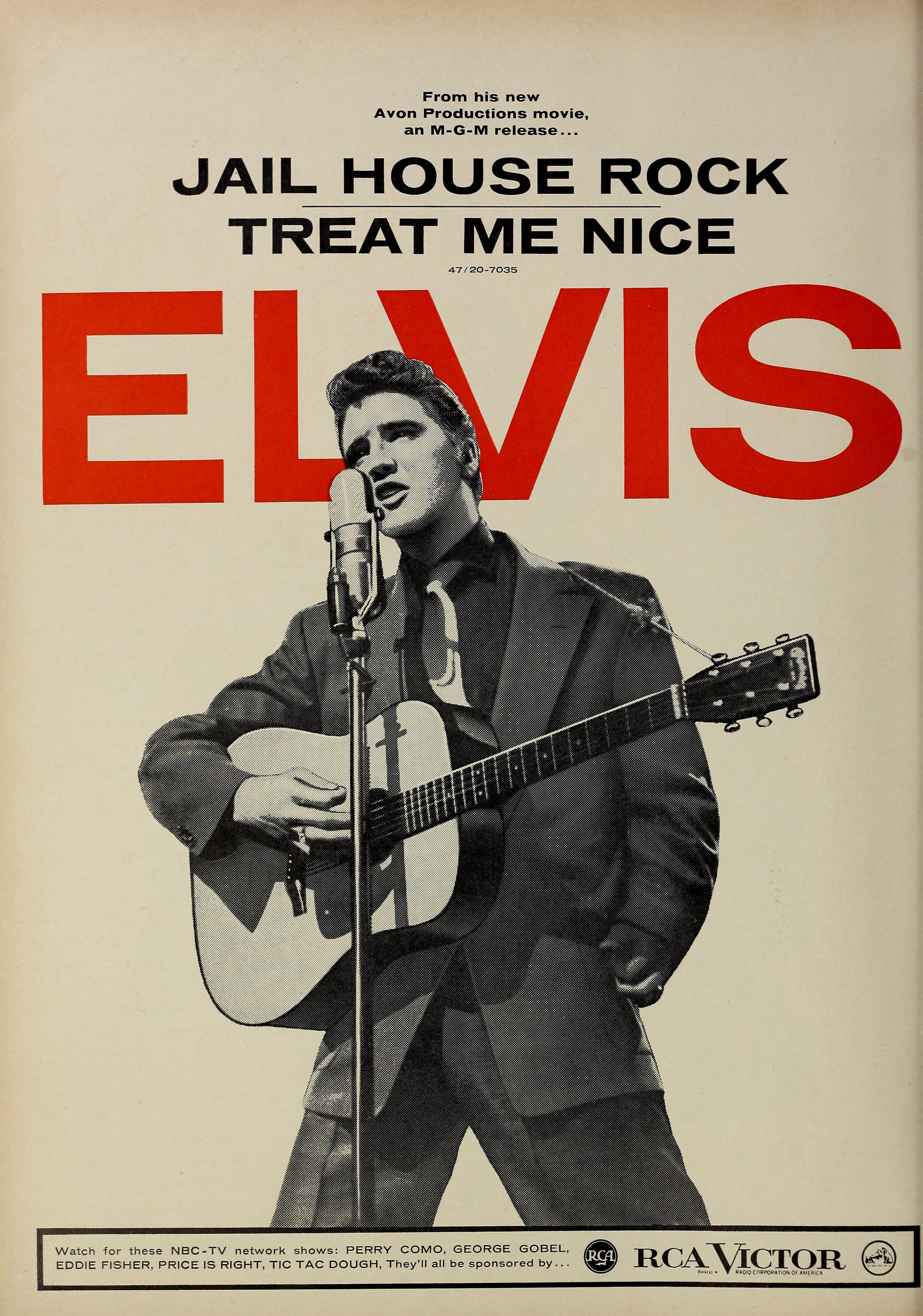
Tờ quảng cáo trên tạp chí Cashbox vào 5 tháng 10 năm 1957

Một số nhân vật được nhắc tới trong bài hát có ngoài đời thật. Shifty Henry thực chất là một nhạc sĩ nổi tiếng tại Los Angeles, không phải một tên tội phạm. Trong khi đó, The Purple Gang lại là một băng đảng có thật. "Sad Sack" là một biệt danh mà Lục quân Hoa Kỳ đặt trong chiến tranh thế giới thứ hai cho những kẻ tồi, cũng là tên của một nhân vật truyện tranh nổi tiếng.
Theo tờ Rolling Stone, bài hát chủ đề mà Leiber và Stoller viết cho bộ phim thứ ba của Presley thực sự "ngớ ngẩn", một kiểu trò đùa mà họ đã từng dành cho The Coasters. Mặc dù vậy, Presley đã hát nó theo phong cách nhạc rock & roll thuần túy, mặc kệ những lời giễu cợt về phần lời bài hát (như lời gợi ý về một chuyện tình đồng tính khi tù nhân số 47 nói với tù nhân số 3 rằng, 'Anh là người tù dễ thương nhất mà tôi từng thấy') và sau đó là đoạn độc tấu guitar của Scotty Moore với một tiếng khóc dữ dội khiến cho cảnh quay gần như sụp đổ." Các học giả nghiên cứu về giới tính đã trích dẫn bài hát này vì "sự ám chỉ nổi tiếng của nó đến tình dục đồng giới sau song sắt," trong khi nhà phê bình âm nhạc Garry Mulholland viết, "'Jailhouse Rock' luôn là một bài hát có phần lời queer theo cả hai nghĩa." Douglas Brode viết rằng "thật kỳ diệu khi cảnh quay đó vượt qua được sự kiểm duyệt".

## Phát hành và hiệu suất bảng xếp hạng
Đĩa đơn này, với mặt B của nó "Treat Me Nice" (một bài hát khác trong danh sách nhạc phim) đã trở thành bản hit quán quân trong bảy tuần tại Hoa Kỳ vào mùa thu năm 1957 và sau đó nó cũng trở thành bản hit quán quân tại Vương quốc Anh trong ba tuần vào đầu năm 1958. Ngoài ra, "Jailhouse Rock" đứng đầu trong vòng một tuần tại bảng xếp hạng nhạc đồng quê Hoa Kỳ, và vị trí quán quân trên bảng xếp hạng R&B.
Cũng trong năm 1957, "Jailhouse Rock" là bài hát chính trong một đĩa đơn mở rộng, cùng với các bài hát trong phim khác như "Young and Beautiful", "I Want to Be Free", "Don't Leave Me Now" và "(You're So Square) Baby I Don't Care" ("Treat Me Nice" bị lược bỏ). Nó đứng đầu bảng xếp hạng đĩa đơn mở rộng của Billboard, bán được hai triệu bản copy và đạt chứng nhận bạch kim kép của RIAA.

## Đội ngũ thực hiện
Nguồn từ các hãng đĩa:
- Elvis Presley –  hát chính và acoustic guitar
- The Jordanaires –  hát bè
- Bill Black –  guitar bass
- Scotty Moore –  guitar điện
- D. J. Fontana –  trống
- Dudley Brooks –  piano

## Di sản
Tạp chí Rolling Stone xếp "Jailhouse Rock" tại vị trí thứ 67 trong danh sách 500 bài hát vĩ đại nhất mọi thời đại và nó được vinh danh là một trong 500 bài hát định hình Rock and Roll trong Đại sảnh Danh vọng Rock and Roll. Năm 2004, bài hát đứng vị trí thứ 21 trong khảo sát danh sách 100 ca khúc trong phim của Viện phim Mỹ về những giai điệu hàng đầu của nền điện ảnh Mỹ. Ngày 27 tháng 11 năm 2016, Đại sảnh Danh vọng Grammy đã công bố việc đưa bài hát này vào danh sách, cùng với 24 bài hát khác.

## Bảng xếp hạng và chứng nhận
| Bảng xếp hạng (1957–1958)                              | Vị trí cao nhất |
| ------------------------------------------------------ | --------------- |
| Úc (Kent Music Report)                                 | 3               |
| Bỉ (Ultratop 50 Flanders)                              | 8               |
| Phần Lan (Suomen virallinen lista)                     | 7               |
| Nam Phi (Springbok)                                    | 1               |
| Anh Quốc (OCC)                                         | 1               |
| Hoa Kỳ Billboard Hot 100                               | 1               |
| Hoa Kỳ Billboard Best Sellers in Stores                | 1               |
| Hoa Kỳ Billboard Most Played by Jockeys                | 1               |
| Hoa Kỳ Billboard Most Played Country & Western Singles | 3               |
| Hoa Kỳ Billboard Most Played Rhythm and Blues Singles  | 1               |
| Hoa Kỳ Billboard Top Selling Country & Western Singles | 1               |
| Hoa Kỳ Billboard Top Selling Rhythm and Blues Singles  | 1               |
| Hoa Kỳ Cash Box Magazine Top Country & Western Singles | 1               |

| Bảng xếp hạng (1971) | Vị trí cao nhất |
| -------------------- | --------------- |
| Anh Quốc (OCC)       | 42              |

| Bảng xếp hạng (1974)      | Vị trí cao nhất |
| ------------------------- | --------------- |
| Bỉ (Ultratop 50 Wallonia) | 9               |
| Hà Lan (Single Top 100)   | 4               |

| Bảng xếp hạng (1977) | Vị trí cao nhất |
| -------------------- | --------------- |
| Anh Quốc (OCC)       | 44              |

| Bảng xếp hạng (2005)          | Vị trí cao nhất |
| ----------------------------- | --------------- |
| Ireland (IRMA)                | 23              |
| Pháp (SNEP)                   | 87              |
| Hà Lan (Single Top 100)       | 19              |
| Scotland (OCC)                | 1               |
| Thụy Điển (Sverigetopplistan) | 37              |
| Thụy Sĩ (Schweizer Hitparade) | 96              |
| Anh Quốc (OCC)                | 1               |

| Bảng xếp hạng (1957)                      | Vị trí |
| ----------------------------------------- | ------ |
| Úc (Kent Music Report)                    | 22     |
| Hoa Kỳ Billboard (Best Sellers in Stores) | 16     |
| Hoa Kỳ Singles (Cash Box)                 | 11     |
| Bảng xếp hạng (1958)                      | Vị trí |
| Nam Phi (Springbok)                       | 11     |
| Bảng xếp hạng (2005)                      | Vị trí |
| Anh Quốc (Official Charts Company)        | 134    |

## Chứng nhận
| Quốc gia                                                                                              | Chứng nhận  | Số đơn vị/doanh số chứng nhận |
| --- | ----------- | ----------------------------- |
| Đan Mạch (IFPI Đan Mạch)                                                                              | Vàng        | 45.000‡                       |
| Đức (BVMI)                                                                                            | Vàng        | 250.000‡                      |
| Ý (FIMI)                                                                                              | Vàng        | 35.000‡                       |
| Tây Ban Nha (PROMUSICAE)                                                                              | Vàng        | 30.000‡                       |
| Anh Quốc (BPI)                                                                                        | Bạch kim    | 600.000‡                      |
| Hoa Kỳ (RIAA)                                                                                         | 2× Bạch kim | 2.000.000^                    |
| ^ Chứng nhận dựa theo doanh số nhập hàng. ‡ Chứng nhận dựa theo doanh số tiêu thụ và phát trực tuyến. |             |                               |